# Familia Didot
La familia Didot es una dinastía de impresores, editores y tipógrafos franceses que comenzó en el siglo XVIII y terminó en el siglo XIX.

## Integrantes destacados

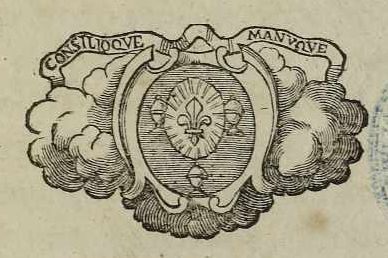
Marca de Pierre François Didot

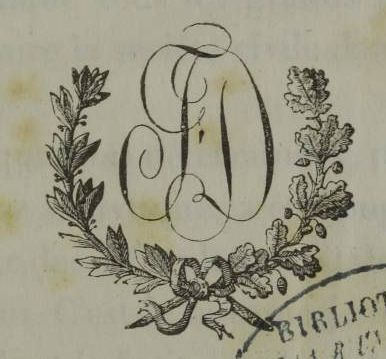
Marca de Firmin-Didot

- François Didot (1689-1757), Primer impresor de esta familia, fue amigo del Abbé Prévost al cual le publicó todas sus obras. Su librería À la Bible d'Or se halla en el Muelle de los agustinos en París.
- Francisco Ambrosio Didot (1730-1804), hijo de François. Fue el inventor del sistema de medida en puntos tipográficos. Realizó bellas ediciones con las tipografías grabadas por su hijo Firmín.
- Pierre-François Didot (1732-1795), hermano de François-Ambroise. Fue nombrado impresor de la corte francesa. Dos de sus hijos, Henri Didot y Didot Saint-Léger, se distinguen en el ámbito de la impresión: el primero como grabador de tipos e inventor de una nueva técnica de fundición de estos y el segundo por la invención del papel sin fin.

Su decimotercer hijo, Didot el joven, heredó la imprenta.
- Henri Didot (1765-1862)
- Saint-Léger Didot (1767-1829)
- Edouard Didot (1797-1825)
- Pierre Didot (1760-1853), el hijo mayor de François-Ambroise, sucede a su padre como impresor en 1789 y prosigue la impresión de volúmenes de calidad en los que utilizaba caracteres grabados por su hermano Firmín. Su hijo, Jules Didot continúa su trabajo.
- Jules Didot (1794-1871)
- Firmín Didot (1764-1836), segundo hijo de François-Ambroise, es el miembro más conocido de la familia.
- Ambroise Firmin-Didot (1790-1876), hijo de Firmín que continuó junto a su hermano la empresa formada por su padre.
- Hyacinthe Firmin-Didot (1790-1876), hermano de Ambroise Firmin.

Actualmente, la imprenta Firmin-Didot tiene sus instalaciones en Mesnil-sur-Estrée y sigue con sus actividades de impresión. Fue comprada por el grupo CPI, líder de la impresión de libros monocromos en Europa.

## Árbol genealógico
|              |              |              |              |                          |                          |                          |                          | François Didot           |                          |                       |                       |                       |                       |  |  |                        |                        |                        |                        |                        |                        |  |  |                   |                   |                   |                   |                   |                   |  |  |  |  |  |  |  |  |  |  |  |  |  |  |  |  |  |  |  |  |
|              |              |              |              |                          |                          |                          |                          |                          |                          |                       |                       |                       |                       |  |  |                        |                        |                        |                        |                        |                        |  |  |                   |                   |                   |                   |                   |                   |  |  |  |  |  |  |  |  |  |  |  |  |  |  |  |  |  |  |  |  |
|              |              |              |              |                          |                          |                          |                          |                          |                          |                       |                       |                       |                       |  |  |                        |                        |                        |                        |                        |                        |  |  |                   |                   |                   |                   |                   |                   |  |  |  |  |  |  |  |  |  |  |  |  |  |  |  |  |  |  |  |  |
|              |              |              |              | Francisco Ambrosio Didot | Francisco Ambrosio Didot | Francisco Ambrosio Didot | Francisco Ambrosio Didot | Francisco Ambrosio Didot | Francisco Ambrosio Didot |                       |                       |                       |                       |  |  | Pierre-François Didot  | Pierre-François Didot  | Pierre-François Didot  | Pierre-François Didot  | Pierre-François Didot  | Pierre-François Didot  |  |  |                   |                   |                   |                   |                   |                   |  |  |  |  |  |  |  |  |  |  |  |  |  |  |  |  |  |  |  |  |
|              |              |              |              | Francisco Ambrosio Didot | Francisco Ambrosio Didot | Francisco Ambrosio Didot | Francisco Ambrosio Didot | Francisco Ambrosio Didot | Francisco Ambrosio Didot |                       |                       |                       |                       |  |  | Pierre-François Didot  | Pierre-François Didot  | Pierre-François Didot  | Pierre-François Didot  | Pierre-François Didot  | Pierre-François Didot  |  |  |                   |                   |                   |                   |                   |                   |  |  |  |  |  |  |  |  |  |  |  |  |  |  |  |  |  |  |  |  |
|              |              |              |              |                          |                          |                          |                          |                          |                          |                       |                       |                       |                       |  |  |                        |                        |                        |                        |                        |                        |  |  |                   |                   |                   |                   |                   |                   |  |  |  |  |  |  |  |  |  |  |  |  |  |  |  |  |  |  |  |  |
| Pierre Didot | Pierre Didot | Pierre Didot | Pierre Didot | Pierre Didot             | Pierre Didot             |                          |                          | Firmín Didot             | Firmín Didot             | Firmín Didot          | Firmín Didot          | Firmín Didot          | Firmín Didot          |  |  | Henri Didot            | Henri Didot            | Henri Didot            | Henri Didot            | Henri Didot            | Henri Didot            |  |  | Saint-Léger Didot | Saint-Léger Didot | Saint-Léger Didot | Saint-Léger Didot | Saint-Léger Didot | Saint-Léger Didot |  |  |  |  |  |  |  |  |  |  |  |  |  |  |  |  |  |  |  |  |
| Pierre Didot | Pierre Didot | Pierre Didot | Pierre Didot | Pierre Didot             | Pierre Didot             |                          |                          | Firmín Didot             | Firmín Didot             | Firmín Didot          | Firmín Didot          | Firmín Didot          | Firmín Didot          |  |  | Henri Didot            | Henri Didot            | Henri Didot            | Henri Didot            | Henri Didot            | Henri Didot            |  |  | Saint-Léger Didot | Saint-Léger Didot | Saint-Léger Didot | Saint-Léger Didot | Saint-Léger Didot | Saint-Léger Didot |  |  |  |  |  |  |  |  |  |  |  |  |  |  |  |  |  |  |  |  |
|              |              |              |              |                          |                          |                          |                          |                          |                          |                       |                       |                       |                       |  |  |                        |                        |                        |                        |                        |                        |  |  |                   |                   |                   |                   |                   |                   |  |  |  |  |  |  |  |  |  |  |  |  |  |  |  |  |  |  |  |  |
| Jules Didot  | Jules Didot  | Jules Didot  | Jules Didot  | Jules Didot              | Jules Didot              |                          |                          | Ambroise Firmin-Didot    | Ambroise Firmin-Didot    | Ambroise Firmin-Didot | Ambroise Firmin-Didot | Ambroise Firmin-Didot | Ambroise Firmin-Didot |  |  | Hyacinthe Firmin-Didot | Hyacinthe Firmin-Didot | Hyacinthe Firmin-Didot | Hyacinthe Firmin-Didot | Hyacinthe Firmin-Didot | Hyacinthe Firmin-Didot |  |  |                   |                   |                   |                   |                   |                   |  |  |  |  |  |  |  |  |  |  |  |  |  |  |  |  |  |  |  |  |